# باشگاه فوتبال تیتان کلین
باشگاه فوتبال تیتان کلین (روسی: «Титан» (Клин)) یک باشگاه فوتبال در شهر کلین کشور روسیه است. این باشگاه در لیگ آماتوری فوتبال روسیه بازی می‌کند. این باشگاه در سال ۱۹۹۱ تأسیس شده‌است. 

## تاریخچه نام تیم
- ۱۹۹۱–۱۹۹۸: باشگاه فوتبال تیتان رئوتوف
- ۱۹۹۹: باشگاه فوتبال تیتان ژلزنودوروژنی
- ۲۰۰۰–۲۰۰۲: باشگاه فوتبال تیتان رئوتوف
- ۲۰۰۳–۲۰۰۵: باشگاه فوتبال تیتان مسکو
- ۲۰۰۶–اکنون: باشگاه فوتبال تیتان کلین